# Sînhaii, Narodîci
Sînhaii (în ucraineană Сингаї) este un sat în comuna Huto-Mareatîn din raionul Narodîci, regiunea Jîtomîr, Ucraina.

## Demografie
Componența lingvistică a localității Sînhaii
     Ucraineană (88,89%)
     Rusă (11,11%)
Conform recensământului din 2001, majoritatea populației localității Sînhaii era vorbitoare de ucraineană (88,89%), existând în minoritate și vorbitori de rusă (11,11%).